# Thyriochlorota penai
Thyriochlorota penai är en skalbaggsart som beskrevs av Gutierrez 1951. Thyriochlorota penai ingår i släktet Thyriochlorota och familjen Rutelidae. Inga underarter finns listade i Catalogue of Life.